# El Confesionario
El Confesionario es una miniserie de televisión colombiana producida para el canal regional Telecaribe. Es protagonizada por Braian V. Aburaad, Checho Bula y Daniela Lesser, con la actuación de Sergio Borrero.

## Sinopsis
El chisme es el protagonista en un Salón de Belleza de la mano de tres ocurrentes personajes: Peter, quien no se cree un peluquero sino el máster de la peluquería; Mackenzy, el dueño de la peluquería que se aprovecha de sus empleados pero quien es un hombre de 30 años que le teme a su mamá, la verdadera dueña; y Yuranis, una manicurista que quiere salir adelante y ve en este salón la oportunidad de conseguir dinero para sacar de la cárcel a su novio Byron.

## Elenco

### Principal
- Braian V. Aburaad como Peter
- Checho Bula como Mackenzy
- Daniela Lesser como Yuranis

### Secundario
- Sergio Borrero
- Nicole Clavijo
- Yasser Elnesser

## Producción
La serie, grabada en Barranquilla con locaciones en interiores del canal productor. Tuvo dos temporadas con gran aceptación por parte del público y con el apoyo de Juan Manuel Buelvas.